# Série des pièces françaises en euro des valeurs de la République
« Valeurs de la République » est une série de pièces éditée par la Monnaie de Paris à partir de 2013, prévue jusqu'en 2015[Passage à actualiser].
Cette série succède à celle appelée « Euros des régions ».

## Séries
La série s'étend sur trois années. 
Elle débute en 2013 comprenant; six monnaies en argent, trois de valeurs faciales de 5 euros (Liberté, Égalité, Fraternité) et trois autres de 25 euros (Laïcité, Respect, Justice), ainsi que deux monnaies en or, une de 250 euros (Paix) et une autre de 500 euros (la République),.
Ensuite en 2014, la Monnaie de Paris frappe quatorze monnaies en argent, douze de valeur faciale 10 euros (Liberté, Égalité, Fraternité) ainsi que deux autres de valeur faciale de 50 euros (Paix) et une monnaie en or de 500 euros (la République). Ces pièces ont été dessinées par Sempé.
Finalement 2015 est la dernière année de cette série. Pour cette année la Monnaie de Paris opte pour une adaptation de la bande dessinée Astérix et Obélix en pièce. La maison décide de frapper vingt six pièces en argent, vingt quatre de valeur faciale 10 euros (Liberté, Égalité, Fraternité) et deux de 50 euros (Paix), et une en or de 500 euros (la République),. Les dessins sur l'avers des monnaies ont été dessinées par Uderzo.